# Хаммагір
30°54′00″ пн. ш. 3°02′00″ зх. д. / 30.9° пн. ш. 3.0333333333333° зх. д.
Хаммагір (фр. Hammaguir) — колишній французький космодром і ракетний випробувальний центр на території Алжиру, що діяв до 1967 року.
Космодром мав чотири стартові комплекси, радіолокаційну і телеметричну станції. Космічні апарати виводились на орбіти з нахилами до площини екватора від 34 до 40°. З 1952 по 1967 рік відбувся 271 запуск.
26 листопада 1965 року з космодрому відбувся перший запуск французького штучного супутника Землі: ракета-носій Діаман-А вивела апарат А-1 (Астерікс).

## Історія
Почав працювати 24 квітня 1947 року південний захід від міста Бешар як центр випробувань і запусків тактичних і дослідницьких ракет. Спочатку мав два стартові комплекси: B0 — перший майданчик для випробувань тактичних бойових ракет; B1 — для більших ракет, працював з грудня 1949. Для розробки ракет серії Веронік (фр. Veronique) знадобились нові об'єкти, тому в травні 1952 року ввели в експлуатацію нові майданчики біля Хаммагіра за 120 км на південний захід від Бешара.
На кінець 1950х у Хаммагірі були такі стартові комплекси: Бахус для твердопаливних метеорологічних ракет; Блендін для рідинних метеорологічних ракет; Беатріс для випробувань ракети Гок (Hawk) класу «поверхня-повітря», згодом цей майданчик використовувався для запусків випробувальних ракет-носіїв Кора за програмою розробки ракети-носія Європа; Бріжіт для ракет серії дорогоцінних каменів, найкращими з яких були ракети-носії Діамант.
За Евіанськими угодами між Францією і Алжиром 21 травня 1967 року відбулась офіційна церемонія закриття космодрому. Обладнання демонтували і вивезли до 30 червня 1967 року. Французький центр випробувань бойових ракет перемістили до Біскарросса у Франції, а центр космічних запусків — до Куру у Французькій Гвіані.

## Список запусків
Усі запуски здійснені з використанням ракети-носія Діаман-А.
| Дата запуску      | Супутник   | Маса, кг |
| ----------------- | ---------- | -------- |
| 26 листопада 1965 | Астерікс   | 42       |
| 17 лютого 1966    | Діапазон-1 | 19       |
| 8 лютого 1967     | Діадема-1  | 22,7     |
| 15 лютого 1967    | Діадема-2  | 22,7     |